# Chūkyō-Universität

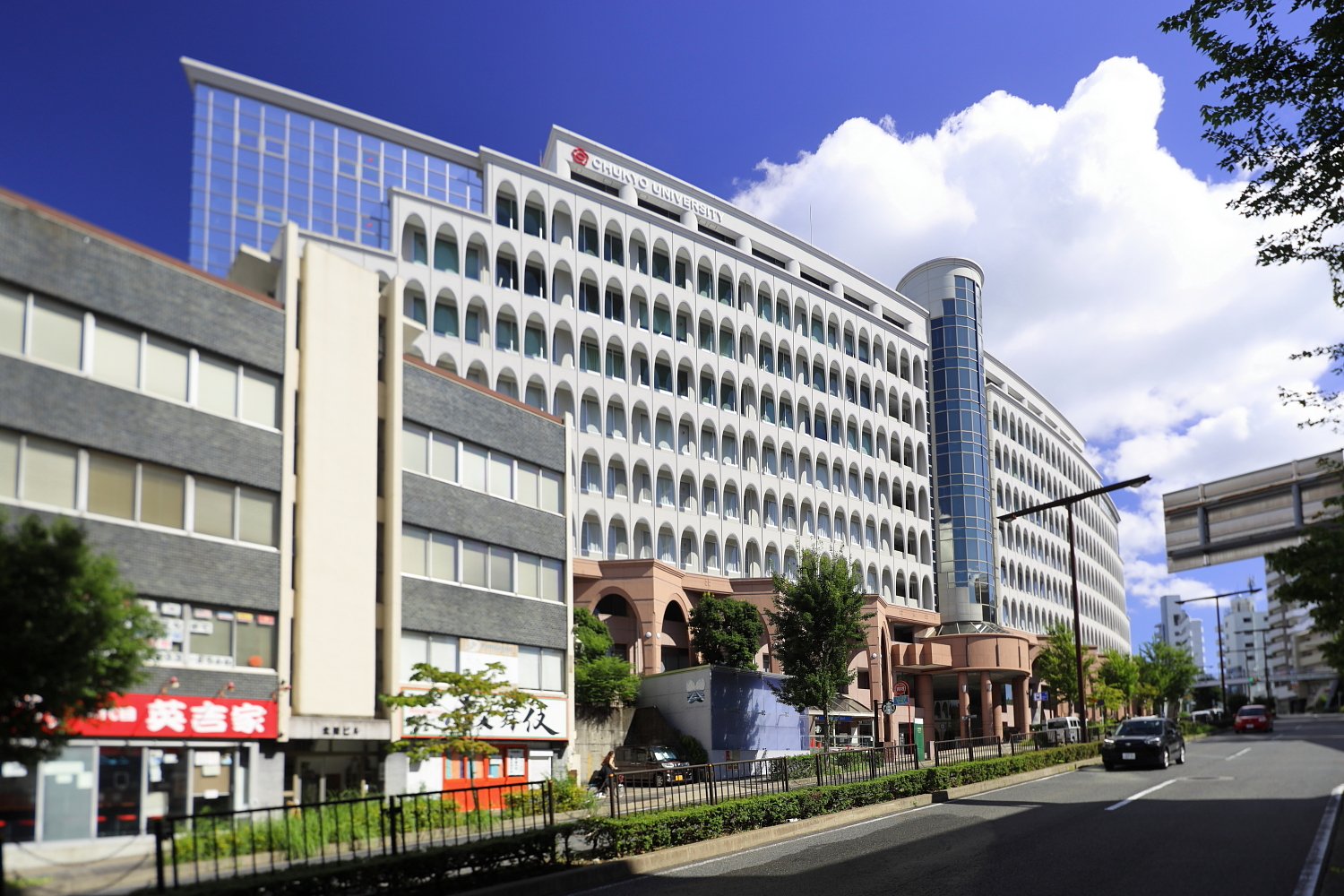
Nagoya-Campus (2022)

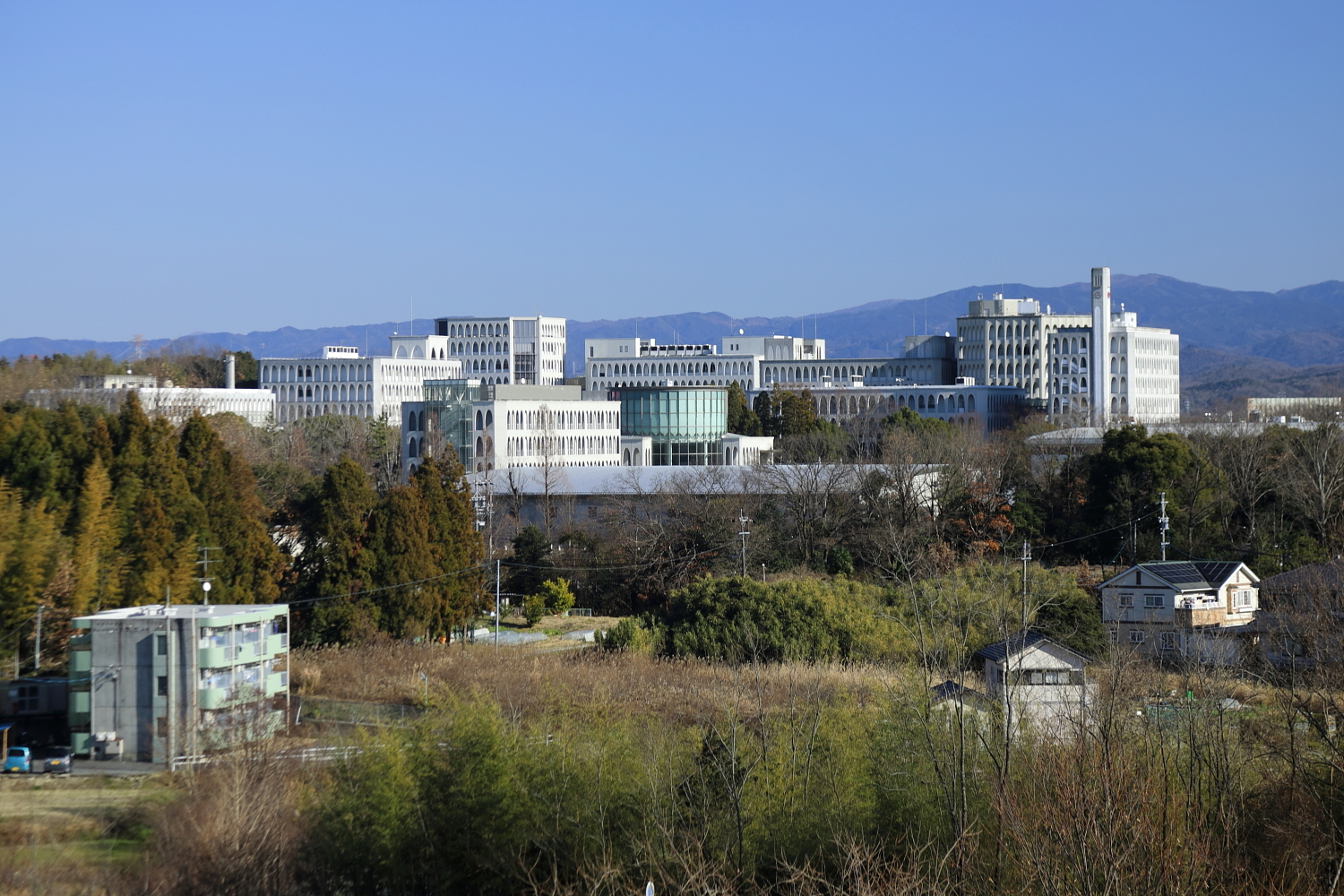
Fernsicht auf den Toyota-Campus (2019)

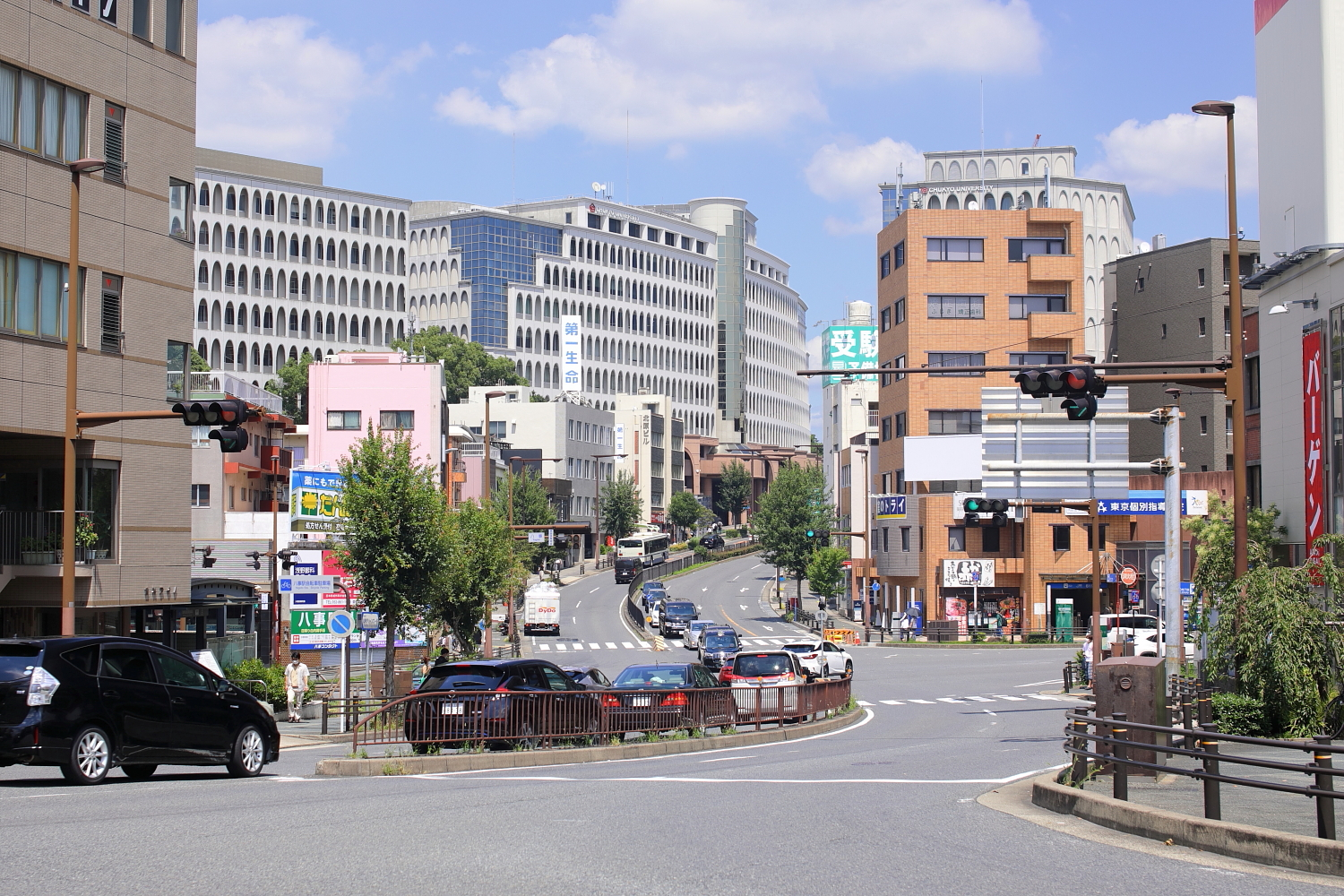
Fernsicht auf den Nagoya-Campus (2021)

Die Chūkyō-Universität (jap. 中京大学, Chūkyō daigaku) ist eine private Universität in Japan. Der Hauptcampus liegt in Shōwa-ku, Nagoya in der Präfektur Aichi.

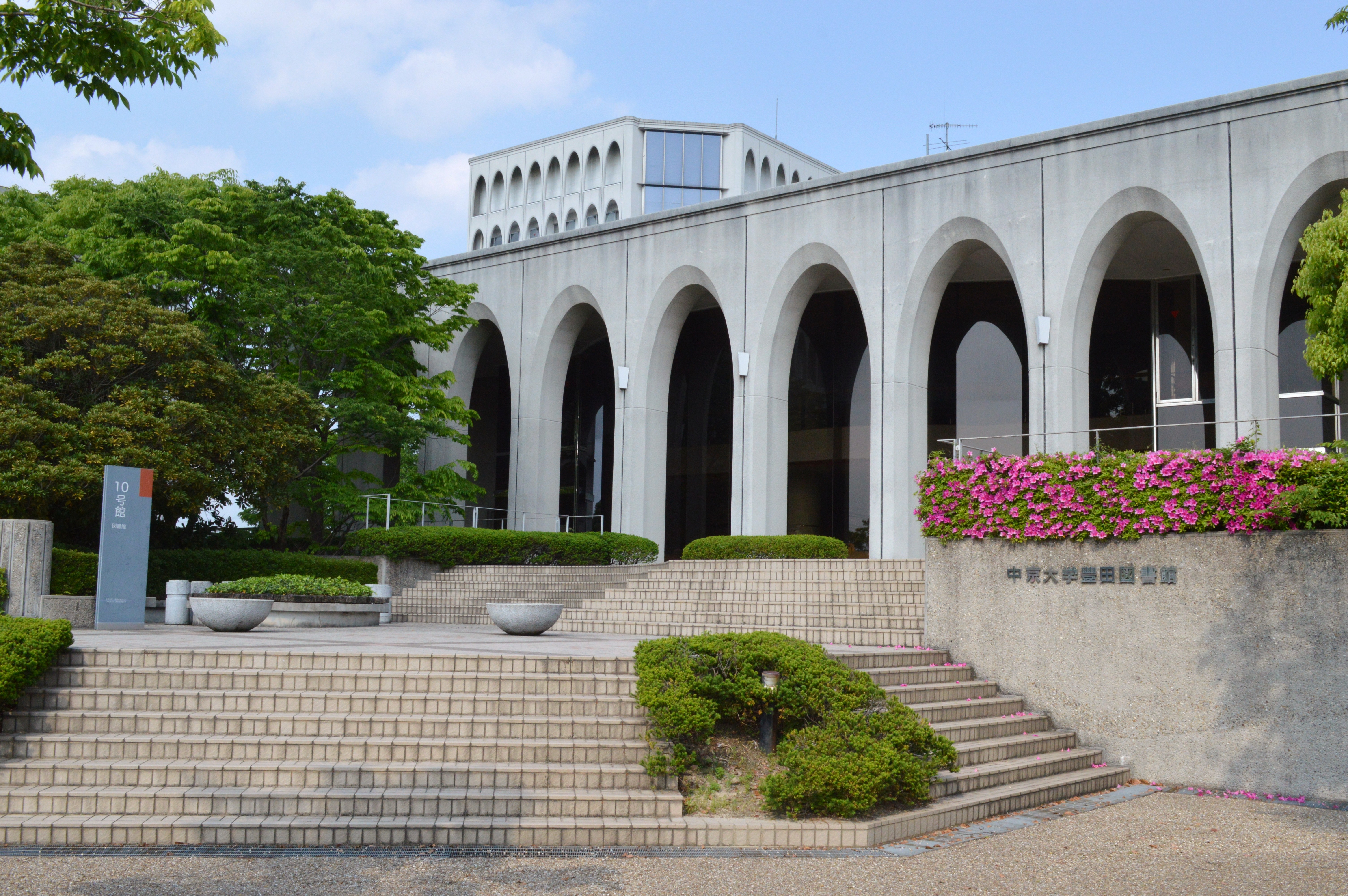
Toyota-Bibliothek (2017)

## Geschichte
Gegründet wurde sie 1954 von der Bildungskörperschaft Umemura-Gakuen als Chūkyō-Kurzuniversität (中京短期大学, Chūkyō tanki daigaku). Schon seit 1923 führte die Bildungskörperschaft die Chūkyō-Handelsschule (heute: Chūkyō-Oberschule). Der Gründer Seikō Umemura (梅村 清光, 1882–1933), geboren in Mito in der Präfektur Ibaraki, wurde vom Motto der ehemaligen Han-Schule Kōdōkan sehr beeinflusst. Das Motto war: „Bunbu Fuki“ (文武不岐, dt. etwa: „Wissenschaftliche Bildung und militärische Künste sind untrennbar.“). Also betont die Bildungskörperschaft sowohl wissenschaftliche Bildung als auch Sport.
1956 entwickelte die Kurzuniversität sich zur 4-jährigen Chūkyō-Universität. 1969 richtete sie die Masterstudiengänge ein, 1971 dann die Doktorkurse. Im gleichen Jahr wurde der Toyota-Campus eröffnet.

## Fakultäten
- Nagoya-Campus (in Nagoya, Präfektur Aichi, 35° 8′ 17,7″ N, 136° 57′ 55,3″ OKoordinaten: 35° 8′ 17,7″ N, 136° 57′ 55,3″ O):
  - Fakultät für Geisteswissenschaften
  - Fakultät für Globale Studien
  - Fakultät für Psychologie
  - Fakultät für Rechtswissenschaft
  - Fakultät für Policy Studies (jap.総合政策学部)
  - Fakultät für Volkswirtschaftslehre
  - Fakultät für Betriebswirtschaftslehre
  - Fakultät für Ingenieurwissenschaften
    - Abteilung für Maschinenlehre und Systemtechnik
    - Abteilung für Elektrotechnik und Elektronik

- Toyota-Campus (in Toyota, Präfektur Aichi, 35° 8′ 23,7″ N, 137° 8′ 52,2″ O):
  - Fakultät für Zeitgenössische Soziologie
  - Fakultät für Gesundheits- und Sportwissenschaften
  - Fakultät für Ingenieurwissenschaften
    - Abteilung für Informatik
    - Abteilung für Medientechnik